# Andrea Strnadová
Andrea Strnadová (* 28. květen 1972, ČSSR, dnes Česká republika) je bývalá československá a od roku 1993 česká profesionální tenistka.

## Juniorka
V roce 1989 se stala juniorskou mistryní světa ITF ve čtyřhře a v roce 1991 obdržela, již při svém nástupu do seniorského tenisu, titul Nováček roku na okruhu WTA.
Jde o doposud jedinou československou hráčku, která dokázala vyhrát juniorku Wimbledonu dvakrát za sebou (1989, 1990 – dvouhra), navíc vyhrála v roce 1990 i čtyřhru s Karin Habšudovou.

## Statistika

### Dvouhra

#### Vítězka turnajů WTA (0)
Profil WTA však uvádí 1 titul.

#### Finalistka turnajů WTA (5)
|   | Datum    | Turnaj                  | Kat.    | Rozpočet    | Povrch | Vítězka          | Výsledek            |
| 1 | 28/01/91 | Auckland, Nový Zéland   | Tier V  | 100 000 USD | Tvrdý  | Eva Švíglerová   | 6-2, 0-6, 6-1       |
| 2 | 04/02/91 | Wellington, Nový Zéland | Tier V  | 100 000 USD | Tvrdý  | Leila Meschiová  | 3-6, 7-6 (7-3), 6-2 |
| 3 | 27/01/92 | Auckland, Nový Zéland   | Tier V  | 100 000 USD | Tvrdý  | Robin White      | 2-6, 6-4, 6-3       |
| 4 | 13/04/92 | Pattaya, Thajsko        | Tier V  | 100 000 USD | Tvrdý  | Sabine Appelmans | 7-5, 3-6, 7-5       |
| 5 | 20/04/92 | Kuala Lumpur, Malajsie  | Tier IV | 100 000 USD | Tvrdý  | Yayuk Basuki     | 6-3, 6-0            |

### Čtyřhra

#### Vítězka turnajů WTA (3)
|   | Datum    | Turnaj             | Kat.    | Rozpočet    | Povrch  | Spoluhráčka   | Soupeřky                  | Výsledek       |
| 1 | 07/10/91 | Curych, Švýcarsko  | Tier II | 350 000 USD | Koberec | Jana Novotná  | Zina Garrison Lori McNeil | 6-4, 6-3       |
| 2 | 18/05/92 | Štrasburk, Francie | Tier IV | 150 000 USD | Antuka  | Patty Fendick | Lori McNeil Mercedes Paz  | 6-3, 6-4       |
| 3 | 15/02/93 | Paříž, Francie     | Tier II | 375 000 USD | Koberec | Jana Novotná  | Jo Durie Catherine Suire  | 7-6 (7-2), 6-2 |

#### Finálové účasti na turnajích WTA (3)
|   | Datum    | Turnaj             | Kat.     | Rozpočet    | Povrch  | Vítězky                         | SPoluhráčka     | Výsledek            |
| 1 | 23/03/92 | San Antonio, USA   | Tier III | 225 000 USD | Tvrdý   | Martina Navrátilová Pam Shriver | Patty Fendick   | 3-6, 6-2, 7-6 (7-4) |
| 2 | 28/09/92 | Lipsko, Německo    | Tier III | 225 000 USD | Koberec | Larisa Neiland Jana Novotná     | Patty Fendick   | 7-5, 7-6 (7-4)      |
| 3 | 25/04/94 | Jakarta, Indonésie | Tier IV  | 100 000 USD | Tvrdý   | Nicole Arendt Kristine Kunce    | Kerry-Anne Guse | 6-2, 6-2            |

## Postavení na žebříčku WTA/konec roku (dvouhra)
| 1994 | 1993 | 1992 | 1991 | 1990 | 1989 | 1988 |
| ---- | ---- | ---- | ---- | ---- | ---- | ---- |
| 127. | 158. | 37.  | 34.  | 144. | 199. | 374. |